# 兴文溪边蕨
兴文溪边蕨（学名：Stegnogramma xinwenensis），为金星蕨科溪边蕨属下的一个种。